# Underground (album Budki Suflera)
Underground – kompilacyjny album Budki Suflera z 1994 roku. Zawiera utwory z wczesnych lat działalności zespołu (1970-75).
Album zawiera alternatywne wersje utworów „Lubię ten stary obraz” i „Z dalekich wypraw” z Cienia wielkiej góry, a także przeboje „Sen o dolinie” i „Memu miastu na do widzenia”.
„Blues George’a Maxwella”, nagrany w 1970 r., jest jedyną zachowaną kompozycją Budki Suflera (w składzie: Cugowski, Pędzisz, Brozi, Odorowicz, Grün) z czasów przed oficjalną datą założenia zespołu.
Utwór „Magic Ship” pochodzi z repertuaru zespołu Free.

## Lista utworów
Źródło (długość utworów):
| Nr  | Tytuł utworu                                       | Muzyka                          | Tekst                         | Długość |
| --- | -------------------------------------------------- | ------------------------------- | ----------------------------- | ------- |
| 1.  | „Magic Ship”                                       | Fraser, Kossoff, Rodgers, Kirke |                               | 6:19    |
| 2.  | „Sen o dolinie”                                    | Bill Withers                    | Adam Sikorski                 | 4:27    |
| 3.  | „Blues George’a Maxwella”                          | Witold Odorowicz                | Aleksander Migo               | 4:36    |
| 4.  | „Piosenka, którą być może napisałby Artur Rimbaud” | Romuald Lipko                   | A. Sikorski                   | 4:40    |
| 5.  | „Wycieczka”                                        | Andrzej Ziółkowski              | –                             | 6:03    |
| 6.  | „Szpital św. Jakuba”                               | J. Pomorose                     | J. Pomorose                   | 4:23    |
| 7.  | „Bałagan na strychu”                               | Krzysztof Cugowski              | –                             | 3:57    |
| 8.  | „Zdarzenie”                                        | R. Lipko                        | Franciszek Hipolit Piątkowski | 7:31    |
| 9.  | „Biały demon”                                      | R. Lipko                        | A. Sikorski                   | 3:08    |
| 10. | „Lubię ten stary obraz”                            | R. Lipko, K. Cugowski           | A. Sikorski                   | 8:41    |
| 11. | „Memu miastu na do widzenia”                       | R. Lipko                        | A. Sikorski                   | 3:32    |
| 12. | „Suita na dwa światła warszawskie”                 | R. Lipko                        | A. Sikorski                   | 4:23    |
| 13. | „Z dalekich wypraw”                                | R. Lipko, K. Cugowski           | A. Sikorski                   | 3:04    |
|     |                                                    |                                 |                               | 1:04:44 |

## Twórcy
Źródło:

### Skład podstawowy
- Krzysztof Brozi – gitara
- Krzysztof Cugowski – śpiew
- Jacek Grün – perkusja
- Romuald Lipko – gitara basowa
- Kazimierz Nuśkowski – harmonijka ustna
- Witold Odorowicz – instrumenty klawiszowe
- Janusz Pędzisz – gitara basowa
- Tomasz Zeliszewski – perkusja
- Zbigniew Zieliński – perkusja
- Andrzej Ziółkowski – gitara

### Skład dodatkowy
- Marta Serafin – śpiew
- Elżbieta Stawiarz – śpiew
- Suflerki – chórek

## Historia wydania
- 1994 TA Music (CD, AATZ018)[3]